# Promenade Michou
La promenade Michou est une promenade située dans les 9e et 18e arrondissements de Paris, en France.

## Situation et accès
La promenade est située sur le terre-plein central du boulevard Marguerite-de-Rochechouart entre la rue des Martyrs et la rue Dancourt.

## Origine du nom
La promenade porte le nom de Michou (1931-2020), directeur de cabaret français.

## Historique
Par délibération du 13 février 2025, la voie prend la dénomination de « promenade Michou ».